# قلعة تركي
قلعة تركي هي قرية في مقاطعة لنجان، إيران. يقدر عدد سكانها بـ 25 نسمة بحسب إحصاء 2016.